# SK Rapid Wien
Rapid Wien ili Rapid Beč je austrijski nogometni klub. Osnovan je 1899. godine i jedan je od najuspješnijih austrijskih nogometnih klubova.

## Uspjesi

### Domaći uspjesi
Prvak Austrije
- Pobjednik (32): 1912., 1913., 1916., 1917., 1919., 1920., 1921., 1923., 1929., 1930., 1935., 1938., 1940., 1941., 1946., 1948., 1951., 1952., 1954., 1956., 1957., 1960., 1964., 1967., 1968., 1982., 1983., 1987., 1988., 1996., 2005., 2008.

Kup Austrije
- Pobjednik (14): 1919., 1920., 1927., 1946., 1961., 1968., 1969., 1972., 1976., 1983., 1984., 1985., 1987., 1995.

Austrijski Superkup
- Pobjednik (4): 1986., 1987., 1988., 2008.

### Europski uspjesi
Kup pobjednika kupova:
- Finalist (2): 1984./85., 1995./96.

## Vanjske poveznice
- Službena stranica